# Michael Kirn
Michael Kirn (* 30. April 1939 in Ravensburg; † 12. Januar 2023 in Hamburg) war ein deutscher Staatsrechtler. Er war Professor für Staatsrecht und Staatslehre an der Hamburger Helmut-Schmidt-Universität.

## Leben
Nach seinem Studium der Rechtswissenschaft in Tübingen und Berlin war Michael Kirn von 1968 bis 1974 Assistent am Seminar für Staatsphilosophie und Rechtspolitik an der Universität zu Köln. Er habilitierte 1975 und wurde Professor für Staatsrecht und Staatslehre an der Hamburger Helmut-Schmidt-Universität. Daneben war Kirn besonders in der anthroposophischen Dreigliederungs-Bewegung engagiert.
Kirn war von 1958 bis 1982 Mitglied der Studentenverbindung AV Igel Tübingen.

## Werke
- Verfassungsumsturz oder Rechtskontinuität? Die Stellung der Jurisprudenz nach 1945 zum Dritten Reich, insbesondere die Konflikte um die Kontinuität der Beamtenrechte und Art. 131 Grundgesetz. Duncker und Humblot, Berlin 1972, ISBN 3-428-02736-1 (zugl. Diss. Univ. Köln 1972).
- Der Computer und das Menschenbild der Philosophie. Leibniz’ Monadologie und Hegels philosophisches System auf dem Prüfstand. Urachhaus, Stuttgart 1985, ISBN 3-87838-419-X.
- Hegels Phänomenologie des Geistes und die Sinneslehre Rudolf Steiners. Zur Neubegründung der Wissenschaft aus dem Wesen des Menschen. Urachhaus, Stuttgart 1989, ISBN 3-87838-595-1.
- Der deutsche Staat in Europa. Aufgaben und Ziele des vereinigten Deutschland. Urachhaus, Stuttgart 1991, ISBN 3-87838-652-4.
- Das große Denk-Ereignis. Verlag am Goetheanum, Dornach 1998, ISBN 3-7235-1010-8.
- Freiheit im Leib? Verlag am Goetheanum, Dornach 1999, ISBN 3-7235-1065-5.
- Das Ich in den Strukturen des Daseins. Rudolf Steiner: Die Philosophie der Freiheit. Erster Teil, systemisch erläutert. BWV, Berliner-Wissenschaftsverlag 2015, ISBN 978-3-8305-3420-4.